# Langstaartlooftiran
De langstaartlooftiran (Phylloscartes ceciliae)  is een zangvogel uit de familie tirannen (Tyrannidae).

## Vondst en naamgeving
De soort werd voor het eerst wetenschappelijk beschreven in het Bulletin of the British Ornithologists' Club door de Braziliaanse ornitholoog Dante Martins Teixeira in 1987. Hij noemde deze vogel Phylloscartes ceciliae ter ere van zijn vrouw Cecilia Torres (1952–1985). De Braziliaanse naam luidt cara-pintada, hetgeen geschilderde gezicht betekent. Zijn Nederlandse naam is langstaartlooftiran.
Het holotype, MNRJ 34041, is in 1983 gevonden in de Braziliaanse stad Murici. Na de vondst werd het naar het Nationaal Museum van Brazilië in Rio de Janeiro gebracht.

## Kenmerken
De vogel bereikt een lengte van 12 centimeter. Het is een kleine vogel met een olijfgroene bovenzijde en een voornamelijke witte onderzijde. De onderzijde van de buik is lichtgeel en de borst is lichtgeel-wit met groene flanken. Verder wordt deze vogel gekenmerkt door een lange staart. De staart is donkerbruin en heeft groene strepen.

## Verspreiding en leefgebied
Deze vogel is endemisch in Brazilië en komt daar enkel voor in de staten Alagoas en Pernambuco.
De natuurlijke habitats zijn subtropische of tropische vochtige laagland bossen op een hoogte tussen de 400 en 550 m boven zeeniveau. Deze habitats liggen in het bioom Atlantisch Woud.

## Voeding
De langstaartlooftiran voedt zich onder andere met zaden.

## Status
De langstaartlooftiran heeft een beperkt verspreidingsgebied en daardoor is de kans op uitsterven aanwezig. De grootte van de populatie werd in 2020 door BirdLife International geschat op 50-250 volwassen individuen en de populatie-aantallen nemen af door habitatverlies. Het leefgebied wordt aangetast door ontbossing waarbij natuurlijk bos wordt omgezet in gebied voor beweiding en de teelt van suikerriet. Om deze redenen staat deze soort als kritiek op de Rode Lijst van de IUCN.